# Quyền LGBT ở Tuvalu
Quyền đồng tính nữ, đồng tính nam, song tính và chuyển giới tiếng Tuvalu: ???; tiếng Anh: lesbian, gay, bisexual and transgender) ở Tuvalu có thể phải đối mặt với những thách thức mà những người không phải là LGBT phải đối mặt. Các phần 153, 154 và 155 của Bộ luật Hình sự cấm các quan hệ tình dục đồng giới nam. Điều này cũng áp dụng cho quan hệ tình dục đồng thuận tư nhân, với hình phạt lên tới 14 năm tù, nhưng luật là không được thi hành.
Tuvalu là nơi cư trú của một nhóm người chuyển giới đáng kể, được gọi là  pinapinaaine , người trong lịch sử đã đóng một số vai trò xã hội và xã hội nhất định.
Năm 2011, Tuvalu đã ký "tuyên bố chung về chấm dứt các hành vi bạo lực và vi phạm nhân quyền liên quan dựa trên xu hướng tính dục và bản dạng giới" tại Liên Hợp Quốc, lên án bạo lực và phân biệt đối xử với người LGBT.

## Bảng tóm tắt
| Hoạt động tình dục đồng giới hợp pháp                                                                                       | (Đối với nam, không được thực thi)/ (Dành cho nữ) |
| Độ tuổi đồng ý | (Dành cho nam)/ (Dành cho nữ)                     |
| Luật chống phân biệt đối xử chỉ trong việc làm                                                                              | No                                                |
| Luật chống phân biệt đối xử trong việc cung cấp hàng hóa và dịch vụ                                                         | No                                                |
| Luật chống phân biệt đối xử trong tất cả các lĩnh vực khác (Bao gồm phân biệt đối xử gián tiếp, ngôn từ kích động thù địch) | No                                                |
| Hôn nhân đồng giới | No                                                |
| Công nhận các cặp đồng giới                                                                                                 | No                                                |
| Con nuôi của các cặp vợ chồng đồng giới                                                                                     | No                                                |
| Con nuôi chung của các cặp đồng giới                                                                                        | No                                                |
| Người LGBT được phép phục vụ công khai trong quân đội                                                                       | Không có quân đội                                 |
| Quyền thay đổi giới tính hợp pháp                                                                                           |                                                   |
| Truy cập IVF cho đồng tính nữ                                                                                               | No                                                |
| Mang thai hộ thương mại cho các cặp đồng tính nam                                                                           | No                                                |
| NQHN được phép hiến máu | No                                                |